# Seznam československých hráčů v NHL v sezóně 1986/1987
Toto je seznam hráčů Československa a jejich statistiky v sezóně 1986/1987 NHL.
- Stanley Cup v této sezóně získal Jaroslav Pouzar s týmem Edmonton Oilers.

| Tým                   | Věk | Hráč            | Post | Počet zápasů | Branky | Asistence | Body | Počet zápasů v play off | Branky v play off | Asistence v play off | Body v play off |
| --------------------- | --- | --------------- | ---- | ------------ | ------ | --------- | ---- | ----------------------- | ----------------- | -------------------- | --------------- |
| Detroit Red Wings     | 22  | Petr Klíma      | F    | 77           | 30     | 23        | 53   | 13                      | 1                 | 2                    | 3               |
| Washington Capitals   | 20  | Michal Pivoňka  | F    | 73           | 18     | 25        | 43   | 7                       | 1                 | 1                    | 2               |
| Toronto Maple Leafs   | 25  | Rick Lanz       | D    | 61           | 3      | 25        | 28   | 13                      | 1                 | 3                    | 4               |
| Montreal Canadiens    | 20  | Petr Svoboda    | D    | 70           | 5      | 17        | 22   | 14                      | 0                 | 5                    | 5               |
| New Jersey Devils     | 25  | Jan Ludvig      | F    | 47           | 7      | 9         | 16   | Ne                      |                   |                      |                 |
| Toronto Maple Leafs   | 27  | Miroslav Fryčer | F    | 29           | 7      | 8         | 15   | Ne                      |                   |                      |                 |
| Minnesota North Stars | 22  | František Musil | D    | 72           | 2      | 9         | 11   | Ne                      |                   |                      |                 |
| Edmonton Oilers       | 34  | Jaroslav Pouzar | F    | 12           | 2      | 3         | 5    | 5                       | 1                 | 1                    | 2               |

- F = Útočník
- D = Obránce